# Coupe du monde de ski de vitesse 2020
Navigation
2019 2021
La Coupe du monde de ski de vitesse 2020 est la 19e édition de la Coupe du monde de ski de vitesse. Elle s'est déroulée du 1er février 2020 à Vars (France) au 7 mars 2020 à Idre Fjäll (Suède). La dernière épreuve prévue à Formigal (Espagne) n'a pu être organisée en raison de l'arrêt des compétitions lié à la pandémie de Covid-19.
Toutes les épreuves Hommes ont été remportées par Simone Origone et toutes les épreuves Femmes par Britta Backlund.

## Classement général
| Rang | Nom              | Points |
| ---- | ---------------- | ------ |
| 1    | Simone Origone   | 600    |
| 2    | Simon Billy      | 440    |
| 3    | Manuel Kramer    | 330    |
| 4    | Ivan Origone     | 269    |
| 5    | Jan Farrell      | 249    |
| 6    | Mikhail Shumilin | 247    |
| 7    | Carl Ribbegardh  | 161    |
| 8    | Radim Palan      | 143    |
| 9    | Ugo Portal       | 140    |
| 10   | Mats Abrahamsson | 138    |

| Rang | Nom                 | Points |
| ---- | ------------------- | ------ |
| 1    | Britta Backlund     | 600    |
| 2    | Valentina Greggio   | 405    |
| 3    | Lisa Hovland-Udén   | 360    |
| 4    | Célia Martinez      | 300    |
| 5    | Hanna Matslofva     | 290    |
| 6    | Cléa Martinez       | 255    |
| 7    | Alicia Storner      | 208    |
| 8    | Mathilda Persson    | 140    |
| 9    | Lisa Fournet-Fayard | 97     |
| 10   | Nicoline Nielsen    | 90     |

## Calendrier

### Hommes
| Date             | Lieu       | Vainqueur      | Vitesse vainqueur | Deuxième      | Troisième      |
| ---------------- | ---------- | -------------- | ----------------- | ------------- | -------------- |
| 1er février 2020 | Vars       | Simone Origone | 194,29 km/h       | Simon Billy   | Bastien Montes |
| 13 février 2020  | Salla      | Simone Origone | 164,56 km/h       | Manuel Kramer | Simon Billy    |
| 14 février 2020  | Salla      | Simone Origone | 162,74 km/h       | Simon Billy   | Manuel Kramer  |
| 5 mars 2020      | Idre Fjäll | Simone Origone | 167,55 km/h       | Manuel Kramer | Simon Billy    |
| 6 mars 2020      | Idre Fjäll | Simone Origone | 174,30 km/h       | Simon Billy   | Manuel Kramer  |
| 7 mars 2020      | Idre Fjäll | Simone Origone | 176,04 km/h       | Simon Billy   | Ivan Origone   |

### Femmes
| Date             | Lieu       | Vainqueur       | Vitesse vainqueur | Deuxième          | Troisième         |
| ---------------- | ---------- | --------------- | ----------------- | ----------------- | ----------------- |
| 1er février 2020 | Vars       | Britta Backlund | 189,98 km/h       | Lisa Hovland-Udén | Célia Martinez    |
| 13 février 2020  | Salla      | Britta Backlund | 160,05 km/h       | Hanna Matslofva   | Valentina Greggio |
| 14 février 2020  | Salla      | Britta Backlund | 158,80 km/h       | Valentina Greggio | Lisa Hovland-Udén |
| 5 mars 2020      | Idre Fjäll | Britta Backlund | 170,62 km/h       | Valentina Greggio | Célia Martinez    |
| 6 mars 2020      | Idre Fjäll | Britta Backlund | 170,48 km/h       | Valentina Greggio | Hanna Matslofva   |
| 7 mars 2020      | Idre Fjäll | Britta Backlund | 172,09 km/h       | Lisa Hovland-Udén | Valentina Greggio |